# Ugo Sasso (architetto)
Ugo Gaetano Sasso (Asmara, 13 gennaio 1947 – Isla Margarita, 9 gennaio 2009) è stato un architetto italiano.

## Biografia
Ugo Sasso nacque il 13 gennaio 1947 ad Asmara, studiò presso l'Università IUAV di Venezia, laureandosi con Carlo Scarpa nel 1971. Trasferitosi a Bolzano, vi fonda nel 1987 l'Istituto Nazionale di Bioarchitettura.
Il 9 gennaio 2009 muore travolto da un'onda anomala, mentre si trovava davanti alla spiaggia dell'Isola Margarita, nel Mar dei Caraibi. La sua salma riposa nel piccolo cimitero di Sernaglia della Battaglia, paese natale della madre.

## Opere
- Ugo Sasso, Bioarchitettura forma e formazione - I dodici progetti di strutture formative più interessanti d'Europa, Firenze, Alinea editrice srl, 2003, ISBN 88-8125-693-2.
- Ugo Sasso, Isolanti Si Isolanti No, indicazioni operative su come, perché, quando e dove è indicato usare gli isolanti termici in edilizia, Firenze, Alinea editrice srl, 2003, ISBN 88-8125-694-0.
- Ugo Sasso, Dettagli per la Bioclimatica, Firenze, Alinea editrice srl, 2006, ISBN 88-8125-903-6.
- Ugo Sasso, Riflessi di Bioarchitettura, Firenze, Alinea editrice srl, 2007, ISBN 978-88-6055-111-5.
- Ugo Sasso, Il Nuovo Manuale Europeo di Bioarchitettura, paradigmi, città-territorio, parametri ambientali, energie alternative, edificio bioclimatico, dettagli costruttivi, materiali ecologici, valutazione e certificazioni ambientali, configurazione, Roma, Mancosu editore srl, 2007, ISBN 88-87017-54-9.